# V. Olaf norvég király
V. Olaf (teljes nevén Olav Alexander Edward Christian Frederik; Norfolk, 1903. július 2. – Oslo, 1991. január 17.) Norvégia királya 1957. szeptember 21-től haláláig.

## Pályafutása

### Korai évei
Olaf Sándor dán hercegként született Károly dán herceg és Matild brit királyi hercegnő egyetlen gyermekeként. Miután édesapját 1905-ben Norvégia királyává választották VII. Haakon néven, az Olaf nevet vette fel.
A középkor óta ő volt az első norvég trónörökös, aki Norvégiában nőtt fel. Magánoktatást kapott a kastélyban, majd helyi iskolákba járt. Középfokú tanulmányait az oslói Halling iskolában végezte matematika-fizika tagozaton; 1921-ben érettségizett. Három évvel később végzett a Norvég Katonai Akadémián, ezt követően az oxfordi Balliol College-ban tanult politikatudományt, történelmet és közgazdaságtant.
Olaf egész életében szívesen sportolt. Lelkes sífutó volt, de fiatal korában a holmenkolleni síugróversenyen is részt vett. Több mint 70 éven át részt vett hazai és nemzetközi vitorlázó-versenyeken; az 1928. évi nyári olimpiai játékokon aranyérmet nyert a méteres hajóosztályban Norna nevű hajójával.
Érdeklődött a kultúra és a művészetek, különösen az irodalom iránt is.

### Családja
1929. március 21-én feleségül vette unokatestvérét, Márta svéd hercegnőt, Károly svéd királyi herceg és Ingeborg hercegnő lányát. Márta annak a II. Oszkár svéd királynak volt az unokája, aki 1905-ben, a Norvégia és Svédország közti unió felbomlásakor lemondott a norvég trónról. A házasságot a norvégok és a svédek is jónak tartották; utóbbiak úgy vélték, hogy ez a két ország közötti feszültségek végét is jelzi.
Három gyermekük született:
- Ragnhild hercegnő (1930. június 9. - 2012. szeptember 16.)
- Asztrid hercegnő (1932. február 12.)
- Harald koronaherceg (1937. február 21.), a későbbi V. Harald király

A család az Oslo melletti Skaugum kastélyában élt, melyet nászajándékba kapott a hercegi pár.
Márta hercegnő 1954. április 5-i halála súlyos veszteség volt a királyi család és Norvégia számára.

### Haakon király támogatása
Olaf és apja, Haakon közel álltak egymáshoz; a herceg fontos támogatója és tanácsadója volt a királynak, különösen a II. világháború alatt.
Az 1930-as években aggódtak a norvég védelmi képességek miatt. Megpróbáltak támogatást szerezni a katonai erő növeléséhez, de fáradozásuk hasztalan maradt. Amikor 1940. április 9-én német csapatok támadták meg Norvégiát, a király és a koronaherceg a norvég csapatokkal együtt vonult vissza észak felé, majd a londoni emigrációba.

### A második világháború alatt
Márta hercegnő a második világháború alatt a német megszállás elől Svédországba menekült. Később az Amerikai Egyesült Államokba utazott a gyermekeivel, mert az amerikai elnök, Franklin D. Roosevelt védelmet ajánlott fel a hercegnőnek Washingtonban.
Olaf herceg és édesapja azonban az ország északi részébe menekültek, ahol a norvég hadsereg maradék részével ellenálltak a német túlerőnek, de pár hónap múlva nekik is el kellett hagyniuk az országot. Az Egyesült Királyságba mentek, és Londonból szervezték meg az ellenállást. Rengeteg norvég menekült Angliába, és csatlakozott a királyhoz és a herceghez, valamint a hadsereg megmaradt részéhez. A norvég kereskedelmi flotta is a németek ellen fordult; egészen a háború végéig nem kötöttek ki a norvég partoknál, nehogy a németek kezére kerüljenek.

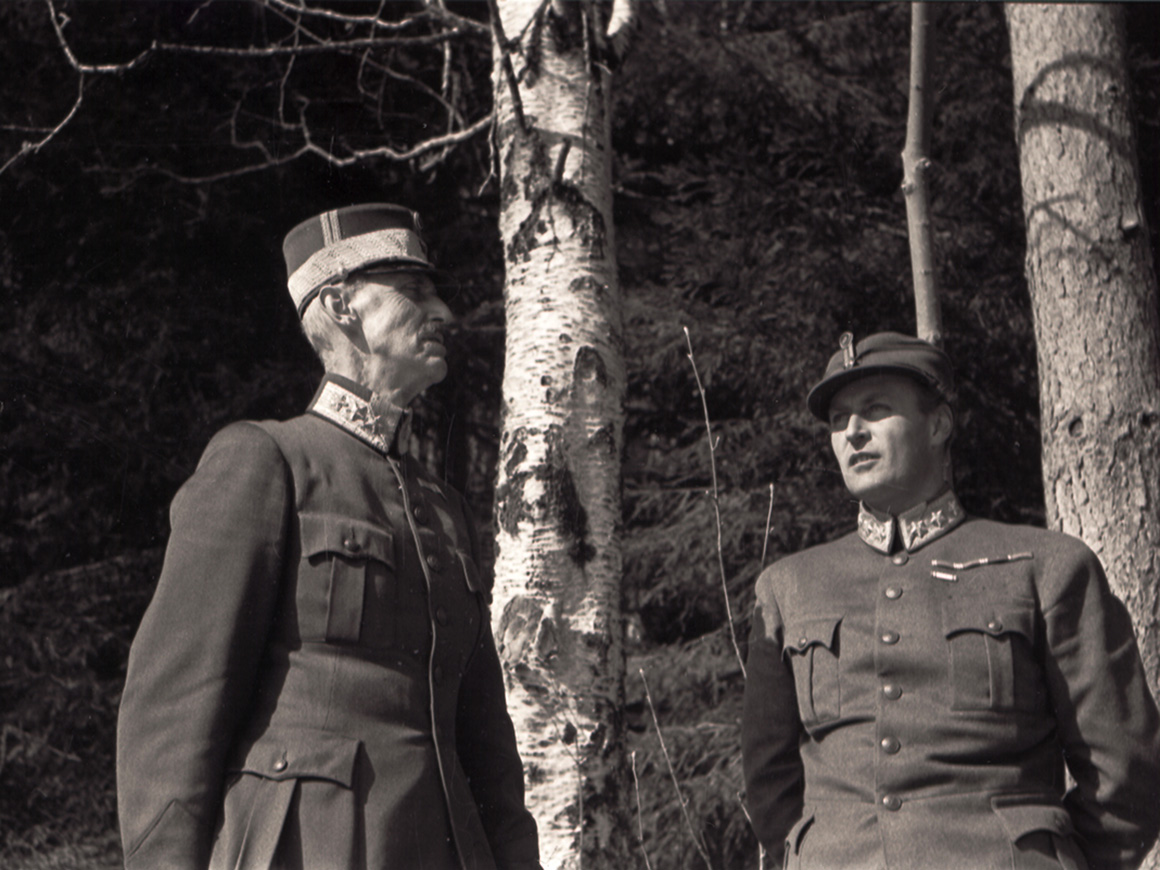
Olaf koronaherceg az édesapjával a második világháború alatt

1945-ben, a világháború végével a nép hatalmas lelkesedéssel ünnepelte a hazatérő királyi családot. Márta hercegnő, Olaf felesége meghalt 1954-ben, mielőtt a férje trónra léphetett volna.

### Királyként
Olaf herceg 1957. szeptember 21-én lépett a norvég trónra, miután édesapja meghalt. A király hatalmas népszerűségre tett szert; Norvégiában még életében szobrot állítottak neki, és a „Nép királyának” hívták. Az olajválság idején nem ült autóba, és tömegközlekedéssel ment be parlamentbe. Olaf király rendszeresen fogadta az alattvalóit magánkihallgatásokon. Sokat utazott, és nem csak európai országokba; ellátogatott például Etiópiába is.
A király megkérte Erzsébet angol anyakirályné kezét, azonban ajánlatát elutasították. A király és az anyakirályné ennek ellenére továbbra is jó barátságban álltak egymással.

### Halála
1990 nyarán a király egészsége megromlott, de még az év karácsonyára meggyógyult. 1991. január 17-én viszont agyvérzést kapott, és meghalt. Halálhírére ezrek gyújtottak gyertyát a királyi palota előtt, a nagy hó és a hideg ellenére. Utódja egyetlen fia, Harald herceg lett.